# 19 stycznia
19 stycznia jest 19. dniem w kalendarzu gregoriańskim. Do końca roku pozostało 346 (w latach przestępnych 347) dni.

## Święta
- Imieniny obchodzą: Abundancja, Adalryk, Alderyk, Basjan, Basjana, Bernard, Erwin, Erwina, Eufemia, Germana, Germanik, Geroncjusz, Henryk, Jan, Januariusz, January, Józef, Juliusz, Kaliksta, Kalista, Kanut, Marceli, Mariusz, Marta, Matylda, Paweł, Pia, Poncjan, Racimir, Sara, Saturnin i Wulstan
- Kościół prawosławny – Objawienie połączone z Chrztem Pańskim (jedno z 12 głównych świąt zwane potocznie Epifanią lub świętem Jordanu)
- Laos – Święto Armii
- Wspomnienia i święta w Kościele katolickim[1][2] obchodzą:
  - św. Agrycjusz (zm. ok. 329 – biskup Trewiru)[3][4]
  - bł. Andrzej z Peschiera (prezbiter)
  - św. Henryk z Uppsali (biskup)
  - św. Józef Sebastian Pelczar (biskup)
  - święci Mariusz i Marta (męczennicy perscy)
  - św. Remigiusz z Rouen (biskup)

## Wydarzenia w Polsce
- 1354 – Król Kazimierz III Wielki nadał prawa miejskie Rzeszowowi.
- 1546 – Król Zygmunt II August urządził w Puszczy Białowieskiej polowanie, w którym uczestniczyła również Barbara Radziwiłłówna.
- 1788 – W kopalni rud srebra i ołowiu w Tarnowskich Górach uruchomiono jedną z pierwszych na kontynencie pomp do odwadniania chodników napędzaną maszyną parową systemu Newcomena, sprowadzoną z Anglii przez Friedricha Wilhelma von Redena.
- 1789 – Wbrew protestom obozu króla Stanisława Augusta Poniatowskiego i ambasady rosyjskiej Sejm Czteroletni zlikwidował Radę Nieustającą. Polska formalnie przestała być rosyjskim protektoratem.
- 1819 – Aktor, dramaturg i tłumacz Zygmunt Anczyc ożenił się z aktorką Barbarą Hrehorowicz.
- 1858 – Spłonął raciborski zamek.
- 1863 – Powstał Tymczasowy Rząd Narodowy – centralny organ władz rozpoczętego 22 stycznia powstania styczniowego.
- 1864 – Powstanie styczniowe: w bitwie pod Rudką Korybutową koło Parczewa został rozbity oddział ppłk. Walerego Wróblewskiego, który został ciężko ranny.
- 1920:
  - Bydgoszcz została przyłączona do Polski.
  - Sejm RP przyjął ustawę o obywatelstwie polskim.
- 1921 – W Krakowie otwarto warsztat sztuki kościelnej „Wit Stwosz”.
- 1924 – Maurycy Zamoyski został ministrem spraw zagranicznych w drugim rządzie Władysława Grabskiego.
- 1933 – Otwarto Most Józefa Piłsudskiego w Krakowie.
- 1942 – Z obozu obozu zagłady w Chełmnie nad Nerem zbiegli dwaj więźniowie: Szlama Ber Winer i Mordechaj Podchlebnik, którzy jako pierwsi zdali relacje dotyczące tego miejsca zagłady.
- 1943 – Utworzono Związek Walki Młodych.
- 1945 – II wojna światowa:
  - Armia Czerwona zajęła Kłodawę, Kutno i Łódź.
  - Gen. Leopold Okulicki rozwiązał Armię Krajową.
  - W lesie pod Skarszewem w Wielkopolsce Niemcy rozstrzelali 56 członków podziemia.
  - W Warszawie odbyła się defilada oddziałów 1. Armii Wojska Polskiego.
- 1946 – Rozpoczął się kongres PSL.
- 1947 – Odbyły się sfałszowane przez komunistów wybory do Sejmu Ustawodawczego.
- 1958 – W Stoczni Szczecińskiej im. Adolfa Warskiego zwodowano statek SS „Opole”.
- 1965:
  - Otwarto Lotnisko Włocławek-Kruszyn.
  - Premiera filmu obyczajowego Beata w reżyserii Anny Sokołowskiej.
- 1967 – Zainaugurował działalność Teatr Wielki w Łodzi.
- 1971:
  - Biuro Polityczne KC PZPR podjęło decyzję o odbudowie Zamku Królewskiego w Warszawie.
  - Uruchomiono produkcję w zakładach UNITRA-Lubartów.
- 1993 – Polska ratyfikowała Europejską Konwencję Praw Człowieka.
- 1994 – Spłonął wrocławski Teatr Polski.
- 1996 – Premiera filmu Pestka w reżyserii Krystyny Jandy.
- 1999 – Powołano Instytut Pamięci Narodowej.
- 2001:
  - Otwarto multipleks Silver Screen Łódź.
  - Premiera filmu Weiser w reżyserii Wojciecha Marczewskiego.
- 2007:
  - Minister sportu Tomasz Lipiec zawiesił władze PZPN i wyznaczył kuratora związku.
  - Otwarto most nad Olzą na drogowym przejściu granicznym Chałupki-Bogumin.
- 2008 – Po pięcioletniej przerwie na antenę telewizji TVN powrócił teleturniej Milionerzy.
- 2009 – Rzekome lądowanie UFO w Jarnołtówku.

## Wydarzenia na świecie

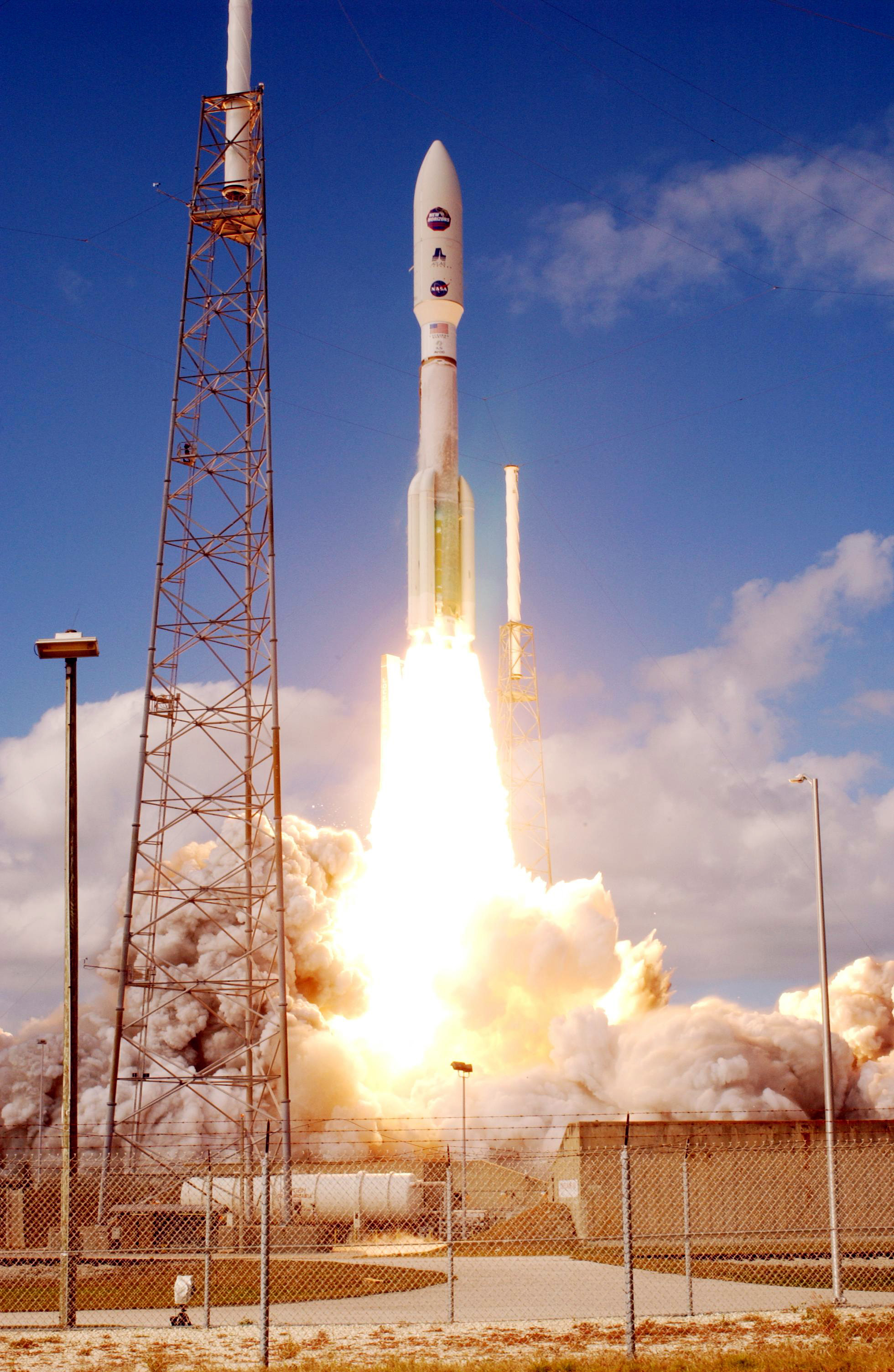
Start rakiety z sondą New Horizons na pokładzie

- 379 – Cesarz rzymski Gracjan mianował Teodozjusza cesarzem wschodniej części imperium.
- 383 – Przyszły cesarz wschodniorzymski Arkadiusz otrzymał tytuł augusta.
- 639 – Chlodwig II został królem Franków (w Neustrii i Burgundii).
- 973 – Benedykt VI został papieżem.
- 1343 – Wojna o sukcesję w Bretanii: królowie Anglii i Francji, Edward III i Filip VI Walezjusz, zawarli rozejm w Vannes.
- 1419 – Wojna stuletnia: Anglicy zdobyli Rouen, przejmując w ten sposób kontrolę nad całą Normandią.
- 1493 – Król Francji Karol VIII Walezjusz zawarł traktat w Barcelonie z Hiszpanią, oddając jej hrabstwa Roussillon i Cerdagne.
- 1511 – Wojny włoskie: wojska francuskie zajęły miasto Mirandola.
- 1539 – Pietro Lando został dożą Wenecji.
- 1625 – Papież Urban VIII przyjął na audiencji królewicza Władysława Wazę.
- 1628 – Cesarz rzymski Ferdynand II Habsburg ogłosił detronizację książąt meklemburskich Adolfa Fryderyka I i Jana Albrechta II za potajemne wspieranie króla duńskiego w czasie wojny trzydziestoletniej.
- 1668 – Przedstawiciele cesarza Leopolda I Habsburga i króla Francji Ludwika XIV zawarli w Wiedniu tzw. traktat ewentualnego podziału imperium hiszpańskiego, po spodziewanej rychłej śmierci upośledzonego i bezpłodnego króla Hiszpanii Karola II Habsburga.
- 1684 – Car Rosji Iwan V Romanow ożenił się z Praskowią Sałtykową.
- 1728 – W Rzymie odbyła się premiera opery Katon w Utyce z muzyką Leonarda Vinci i librettem Pietra Metastasia.
- 1729 – Przyszły król Portugalii Józef I ożenił się w Elvas z księżniczką hiszpańską Marianną Wiktorią Burbon.
- 1787 – W Teatrze Stanowym w Pradze odbyła się premiera XXXVIII Symfonii D-dur Wolfganga Amadeusa Mozarta pod jego batutą.
- 1793 – Rewolucja francuska:
  - Odrzucono wniosek o odroczenie egzekucji skazanego 15 stycznia na karę śmierci króla Ludwika XVI.
  - Został zdetronizowany książę Monako Honoriusz III Grimaldi, a terytorium księstwa przyłączono następnie do Francji.
- 1795 – Proklamowano powstanie Republiki Batawskiej na terenie dzisiejszej Holandii.
- 1806 – Wielka Brytania rozpoczęła okupację Przylądka Dobrej Nadziei.
- 1811 – Rojaliści paragwajscy rozbili w bitwie nad rzeką Paraguari wojska pod dowództwem gen. Manuela Belgrano, których celem było wyzwolenie Paragwaju i jego przyłączenie do Zjednoczonych Prowincji Rio de La Plata.
- 1815 – Ekshumowano z masowego grobu szczątki zgilotynowanego w czasie rewolucji francuskiej króla Ludwika XVI, po czym on i jego ekshumowana poprzedniego dnia żona Maria Antonina zostali pochowani w bazylice Saint-Denis.
- 1853:
  - Na Węgrzech wprowadzono nowy podział administracyjny.
  - W Teatro Apollo w Rzymie odbyła się premiera opery Trubadur Giuseppe Verdiego.
- 1858 – W Heldenbergu w Dolnej Austrii został pochowany feldmarszałek Joseph Radetzky.
- 1861 – Georgia wystąpiła z Unii.
- 1871 – Wojna francusko-pruska: zwycięstwo wojsk pruskich w bitwie pod Saint-Quentin.
- 1883 – W Roselle w amerykańskim stanie New Jersey zapalono pierwsze na świecie elektryczne latarnie uliczne.
- 1884 – W Paryżu odbyła się prapremiera opery Manon Jules’a Masseneta.
- 1885 – Zwycięstwo wojsk brytyjskich nad mahdystami w bitwie pod Abu-Kru w Sudanie.
- 1889 – Zwodowano brytyjski transatlantyk SS „Teutonic”.
- 1899 – Sudan został kondominium brytyjsko-egipskim.
- 1900 – W Cesarstwie Austriackim utworzono pierwszy rząd Ernsta Koerbera.
- 1915:
  - I wojna światowa: niemieckie sterowce zbombardowały brytyjskie miasta Great Yarmouth i King’s Lynn, zabijając ponad 20 osób.
  - Francuski inżynier Georges Claude opatentował lampę neonową.
- 1917 – W wyniku eksplozji w fabryce amunicji w Londynie zginęły 73 osoby, a ponad 400 zostało rannych.
- 1918:
  - I wojna światowa: polscy i białoruscy mieszkańcy Mińska rozbroili część uciekających przed wojskami niemieckimi bolszewików i przejęli władzę w mieście.
  - Rada Komisarzy Ludowych rozwiązała Zgromadzenie Ustawodawcze Rosji.
- 1919:
  - W Niemczech odbyły się wybory do Zgromadzenia Narodowego.
  - W nocy z 18 na 19 stycznia w stolicy Uzbekistanu Taszkencie wybuchło antybolszewickie powstanie.
- 1920 – Senat Stanów Zjednoczonych zagłosował przeciwko przystąpieniu kraju do Ligi Narodów.
- 1924 – W Kopenhadze założono Międzynarodową Federację Kajakową (ICF).
- 1934 – Amerykanin Laurens Hammond opatentował skonstruowane przez siebie organy elektryczne.
- 1935 – Amerykańska kompania Coopers Inc. (obecnie Jockey International) wprowadziła do sprzedaży pierwsze slipy.
- 1938 – Hiszpańska wojna domowa: około 700 osób zginęło w atakach frankistowskiego lotnictwa na Barcelonę i Walencję.
- 1940:
  - Brytyjski niszczyciel HMS „Grenville” zatonął po wejściu na minę u wybrzeży Kentu, w wyniku czego zginęło 77 członków załogi.
  - Otwarto Port lotniczy Dublin.
- 1941 – II wojna światowa w Afryce: ruszyła brytyjska ofensywa przeciwko wojskom włoskim w Afryce Wschodniej.
- 1942:
  - Jaroslav Krejčí został premierem kolaboracyjnego rządu Protektoratu Czech i Moraw.
  - Wojna na Pacyfiku: wojska japońskie zdobyły Sandakan, stolicę brytyjskiego Borneo Północnego.
- 1946:
  - Dokonano oblotu amerykańskiego eksperymentalnego samolotu odrzutowego Bell X-1.
  - Powołano Międzynarodowy Trybunał Wojskowy dla Dalekiego Wschodu.
- 1948 – W wyniku zatonięcia parowca „Cautin” niedaleko miasta Saavedra w Chile zginęło ok. 150 osób.
- 1950 – Dokonano oblotu kanadyjskiego myśliwca Avro Canada CF-100 Canuck.
- 1956 – Sudan został członkiem Ligi Arabskiej.
- 1959 – Walnut w Kalifornii uzyskało prawa miejskie.
- 1960:
  - 42 osoby zginęły w Ankarze w katastrofie samolotu Sud Aviation Caravelle należącego do skandynawskich linii SAS.
  - W Waszyngtonie podpisano Traktat o wzajemnej współpracy i bezpieczeństwie pomiędzy Japonią a Stanami Zjednoczonymi Ameryki.
- 1965 – Rozpoczęła się bezzałogowa amerykańska misja kosmiczna Gemini 2.
- 1966 – Indira Gandhi została premierem Indii.
- 1974 – Chiny zaanektowały należące do Wietnamu Wyspy Paracelskie.
- 1975 – Palestyńscy terroryści ostrzelali na paryskim lotnisku Orly izraelski samolot pasażerski, w wyniku czego rannych zostało 20 osób.
- 1977:
  - 79 osób zginęło, a wiele zostało rannych na placu at-Tahrir w Kairze w masakrze dokonanej przez siły bezpieczeństwa na demonstrantach protestujących przeciwko polityce gospodarczej prezydenta Anwara Sadata.
  - W Miami na Florydzie jedyny raz w historii spadł śnieg.
- 1978 – W niemieckim Emden zakończono produkcję VW Garbusa w Europie.
- 1981 – W Algierze amerykańscy i irańscy negocjatorzy zawarli porozumienie w sprawie uwolnienia 52 amerykańskich zakładników, przetrzymywanych od września 1979 roku w ambasadzie USA w Teheranie.
- 1983:
  - Apple Computer wprowadziło na rynek przełomowy komputer osobisty Lisa.
  - W Boliwii został aresztowany nazistowski zbrodniarz wojenny Klaus Barbie.
- 1986 – Hiszpania uznała państwo Izrael.
- 1990:
  - 132 osoby zginęły, a ponad 600 zostało rannych w wyniku radzieckiej interwencji wojskowej w Baku (19–20 stycznia).
  - Premiera horroru Wstrząsy w reżyserii Rona Underwooda.
- 1993 – Czechy i Słowacja zostały przyjęte do ONZ.
- 1995 – I wojna czeczeńska: armia rosyjska zdobyła pałac prezydencki w Groznym.
- 2005 – W stolicy Gwinei Konakry doszło do nieudanego zamachu na prezydenta Lansanę Conté.
- 2006:
  - 42 słowackich żołnierzy zginęło, a jeden został ranny w katastrofie samolotu wojskowego An-24 w północnych Węgrzech.
  - Amerykańska sonda kosmiczna New Horizons została pomyślnie wystrzelona w kierunku Plutona.
- 2008 – Hiszpański duchowny Adolfo Nicolás został generałem zakonu jezuitów.
- 2009 – W Moskwie, po konferencji prasowej, zostali zastrzeleni prawnik i obrońca praw człowieka Stanisław Markiełow i towarzysząca mu dziennikarka Anastasija Baburowa.
- 2010 – W Rosji utworzono Północnokaukaski Okręg Federalny.
- 2013 – Algierscy antyterroryści przeprowadzili decydujący szturm na islamskich terrorystów z Zamaskowanej Brygady, którzy 16 stycznia zaatakowali pole gazowe Ajn Amnas, biorąc 790 zakładników, w tym 132 cudzoziemców. W czasie kryzysu zginęło 67 osób (29 porywaczy, 37 cudzoziemców i Algierczyk).
- 2015:
  - Amerykanka Lindsey Vonn, dzięki zwycięstwu w supergigancie we włoskiej Cortina d’Ampezzo, stała się najbardziej utytułowaną alpejką pod względem triumfów w zawodach pucharu świata (63 wygrane).
  - Papież Franciszek ustanowił Kościół katolicki obrządku erytrejskiego poprzez wydzielenie go z Kościoła katolickiego obrządku etiopskiego.
- 2017 – Adama Barrow został prezydentem Gambii.
- 2019 – Andry Rajoelina został prezydentem Madagaskaru.
- 2022 – 29 osób zginęło w wyniku wybuchu paniki w plenerowym kościele zielonoświątkowym w stolicy Liberii, Monrovii.

## Urodzili się
- 399 – Pulcheria, cesarzowa bizantyńska (zm. 453)
- 1200 – Dōgen, japoński mistrz zen (zm. 1253)
- 1544 – Franciszek II Walezjusz, król Francji (zm. 1560)
- 1585 – Lucilio Vanini, włoski filozof, teolog (zm. 1619)
- 1601 – Guido Cagnacci, włoski malarz, rysownik (zm. 1663)
- 1611 – Francesco Guarini, włoski malarz (zm. 1651)
- 1617 – Lucas Faydherbe, flamandzki rzeźbiarz, architekt (zm. 1697)
- 1619 – Jan Kasper II von Ampringen, niemiecki arystokrata, administrator urzędu wielkiego mistrza zakonu krzyżackiego (zm. 1684)
- 1651 – Johannes Wolfgang von Bodman, niemiecki duchowny katolicki, biskup pomocniczy Konstancji (zm. 1691)
- 1676 – John Weldon, angielski kompozytor (zm. 1736)
- 1722 – Karol Hubel, polski pijar, malarz (zm. 1793)
- 1736 – Laurens Pieter van de Spiegel, holenderski polityk (zm. 1800)
- 1737:
  - Giuseppe Milico, włoski śpiewak (kastrat), kompozytor (zm. 1802)
  - Jacques-Henri Bernardin de Saint-Pierre, francuski pisarz, podróżnik, przyrodnik (zm. 1814)
- 1747 – Johann Elert Bode, niemiecki astronom (zm. 1826)
- 1754 – Hildebrand Oakes, brytyjski generał porucznik, polityk (zm. 1822)
- 1755:
  - Hilary Chojecki, polski szlachcic, polityk (zm. ?)
  - Sebastian Ostaszewski, polski ziemianin (zm. 1826)
- 1756 – Guillaume-Antoine Olivier, francuski przyrodnik, entomolog (zm. 1814)
- 1757 – Augusta Reuss-Ebersdorf, księżna Saksonii-Coburg-Saalfeld (zm. 1831)
- 1773 – Heinrich Dähling, niemiecki malarz (zm. 1850)
- 1784 – José Sebastian Goyeneche Barreda, peruwiański duchowny katolicki, biskup Arequipy, arcybiskup metropolita limski, prymas Peru (zm. 1872)
- 1785 – Paweł Wirtemberski, książę, dowódca wojskowy (zm. 1852)
- 1790 – Per Daniel Amadeus Atterbom, szwedzki prozaik, poeta, krytyk literacki, filozof (zm. 1855)
- 1798 – Auguste Comte, francuski filozof, wykładowca akademicki (zm. 1857)
- 1806 – Alecu Donici, rumuński poeta, bajkopisarz, tłumacz (zm. 1865)
- 1807 – Robert E. Lee, amerykański inżynier, pułkownik kawalerii US Army i generał konfederacki (zm. 1870)
- 1808 – Lysander Spooner, amerykański przedsiębiorca, prawnik, anarchoindywidualista, filozof polityczny, abolicjonista (zm. 1887)
- 1809 – Edgar Allan Poe, amerykański poeta, nowelista (zm. 1849)
- 1813:
  - Henry Bessemer, brytyjski inżynier, wynalazca (zm. 1898)
  - Maria Caterina Troiani, włoska zakonnica, błogosławiona (zm. 1887)
- 1821:
  - Ferdinand Gregorovius, niemiecki historyk, pedagog (zm. 1891)
  - Jan Pilecki, polski lekarz, dziennikarz, działacz społeczny (zm. 1878)
- 1827:
  - Pablo Gonzalvo, hiszpański malarz (zm. 1896)
  - Ferdynand Marten, polsko-niemiecki matematyk, przyrodnik, pedagog (zm. 1900)
- 1832 – Henryk Pillati, polski malarz, rysownik, ilustrator, karykaturzysta (zm. 1894)
- 1833 – Alfred Clebsch, niemiecki matematyk, wykładowca akademicki (zm. 1872)
- 1835 – Auguste Kerckhoffs, holenderski językoznawca, kryptograf, wykładowca akademicki (zm. 1903)
- 1836 – Baselios Paulose I, indyjski duchowny Malankarskiego Kościoła Ortodoksyjnego, Katolikos Wschodu i jego pierwszy zwierzchnik (zm. 1913)
- 1838 – Antoni Łuszczkiewicz, polski architekt, budowniczy (zm. 1886)
- 1839 – Paul Cézanne, francuski malarz (zm. 1906)
- 1841 – Zygmunt Laskowski, polski lekarz, anatom (zm. 1828)
- 1842 – Charles Hopper Gibson, amerykański prawnik, polityk, senator (zm. 1900)
- 1843:
  - Gustav von Bunge, niemiecki fizjolog, biochemik, wykładowca akademicki (zm. 1920)
  - William Mulock, kanadyjski prawnik, polityk (zm. 1944)
  - Edmund Saporski, polski geometra, pionier polskiego osadnictwa w Brazylii (zm. 1933)
- 1847 – Josef Ladislav Píč, czeski historyk, archeolog (zm. 1911)
- 1848 – Hermann Kretzschmar, niemiecki muzykolog, dyrygent (zm. 1924)
- 1850 – Augustine Birrell, brytyjski prawnik, polityk, pisarz (zm. 1933)
- 1851:
  - David Starr Jordan, amerykański biolog, eugenik, ichtiolog, popularyzator nauki, pacyfista (zm. 1931)
  - Jacobus Kapteyn, holenderski astronom (zm. 1922)
  - Henryk Konstanty Woyciechowski, polski architekt (zm. 1934)
- 1853 – Stephen M. White, amerykański polityk (zm. 1901)
- 1854 – Walerian Heck, polski geograf, historyk, pedagog (zm. ?)
- 1855 – Marianne Stokes, austriacka malarka (zm. 1927)
- 1856:
  - Clemens von Delbrück, pruski polityk, nadburmistrz Gdańska (zm. 1921)
  - Józef Starkowski, polski lekarz weterynarii, tytularny generał brygady (zm. 1932)
- 1858 – Georg von Below, niemiecki historyk prawa i gospodarki, wykładowca akademicki (zm. 1927)
- 1859:
  - Charles Diehl, francuski historyk, bizantynolog, wykładowca akademicki (zm. 1944)
  - Henryk Ettinger, polski adwokat pochodzenia żydowskiego (zm. 1929)
  - Henryk Nagiel, polski pisarz, reporter, dziennikarz, felietonista, adwokat (zm. 1899)
- 1860:
  - Erik Åkerberg, szwedzki kompozytor, organista, pedagog (zm. 1938)
  - Max Leipelt, niemiecki drukarz, księgarz, wydawca (zm. 1928)
- 1862 – Raymund Netzhammer, niemiecki duchowny katolicki, benedyktyn, arcybiskup bukareszteński (zm. 1945)
- 1863:
  - Tommaso Pio Boggiani, włoski duchowny katolicki, arcybiskup Genui, wysoki urzędnik Kurii Rzymskiej, kardynał (zm. 1942)
  - Nikołaj Muchin, rosyjski neurolog, psychiatra, wykładowca akademicki (zm. 1926)
  - Aleksandr Sierafimowicz, rosyjski pisarz (zm. 1949)
  - Werner Sombart, niemiecki socjolog, ekonomista, wykładowca akademicki (zm. 1941)
- 1865 – Walentin Sierow, rosyjski malarz (zm. 1911)
- 1868 – Gustav Meyrink, austriacki pisarz (zm. 1932)
- 1870 – Maria Jakunczikowa, rosyjska malarka (zm. 1902)
- 1871:
  - Zdzisław Dębicki, polski poeta, eseista, krytyk literacki, publicysta, pamiętnikarz (zm. 1931)
  - Dame Gruew, bułgarski rewolucjonista, polityk (zm. 1906)
- 1872 – Hidesaburō Ueno, japoński mnich buddyjski, agrotechnik, wykładowca akademicki, właściciel psa Hachikō (zm. 1925)
- 1873:
  - Henry James Burrell, australijski przyrodnik, fotograf (zm. 1945)
  - Həmidə Cavanşir, azerska pedagog, filantropka, działaczka na rzecz praw kobiet, tłumaczka (zm. 1955)
  - Adam Krzyżanowski, polski prawnik, ekonomista, historyk, wykładowca akademicki (zm. 1963)
- 1874:
  - Hitachiyama Taniemon, japoński sumita (zm. 1922)
  - Henryk Ułaszyn, polski językoznawca, slawista, wykładowca akademicki (zm. 1956)
- 1875:
  - Asbjørn Nilssen, norweski biegacz narciarski (zm. 1958)
  - Joep Packbiers, holenderski łucznik sportowy (zm. 1957)
- 1876:
  - Milan Begović, chorwacki pisarz (zm. 1948)
  - Jan (Pommers), łotewski duchowny prawosławny, arcybiskup Rygi i całej Łotwy, polityk (zm. 1934)
- 1877:
  - Bruno Bauch, niemiecki filozof, wykładowca akademicki (zm. 1942)
  - Fráňa Šrámek, czeski anarchista, poeta, prozaik, dramaturg, redaktor (zm. 1952)
- 1878:
  - Herbert Chapman, angielski piłkarz, trener (zm. 1934)
  - Henryk Ciemięga, polski poeta ludowy, działacz narodowy i społeczny (zm. 1932)[5]
- 1879:
  - Guido Fubini, włoski matematyk, wykładowca akademicki (zm. 1943)
  - Simeon Radew, bułgarski dyplomata, pisarz, dziennikarz (zm. 1967)
- 1880:
  - John Barnett, australijski rugbysta (zm. 1918)
  - Henryk Minkiewicz, polski generał dywizji (zm. 1940)
  - James G. Scrugham, amerykański polityk, senator (zm. 1945)
- 1881:
  - Ludwik Jaxa-Bykowski, polski biolog, wykładowca akademicki (zm. 1948)
  - Albert Levame, monakijski duchowny katolicki, arcybiskup, nuncjusz apostolski (zm. 1958)
  - Henryk Szczygliński, polski malarz, grafik (zm. 1944)
- 1883 – Hermann Abendroth, niemiecki dyrygent (zm. 1956)
- 1884 – Georgi Kjoseiwanow, bułgarski dyplomata, polityk, premier Bułgarii (zm. 1960)
- 1887 – Karol Stryjeński, polski architekt, rzeźbiarz, grafik (zm. 1932)
- 1889 – Sophie Taeuber-Arp, szwajcarska malarka, rzeźbiarka, tancerka (zm. 1943)
- 1890:
  - Fauzi al-Kawukdżi, arabski dowódca wojskowy (zm. 1977)
  - Elmer Niklander, fiński lekkoatleta, dyskobol i kulomiot (zm. 1942)
  - Ferruccio Parri, włoski partyzant, polityk, premier Włoch (zm. 1981)
  - Väinö Wickström, fiński łyżwiarz szybki (zm. 1951)
- 1891 – Henryk Sokolnicki, polski dyplomata (zm. 1981)
- 1892:
  - Mady Christians, austriacko-amerykańska aktorka (zm. 1951)
  - B.P. Schulberg, amerykański producent i scenarzysta filmowy pochodzenia żydowskiego (zm. 1957)
  - Ólafur Thors, islandzki polityk, premier Królestwa Islandii (zm. 1964)
- 1893:
  - Johannes Dieckmann, wschodnioniemiecki polityk (zm. 1969)
  - Franciszek Korszyński, polski duchowny katolicki, biskup pomocniczy włocławski (zm. 1962)
  - Ladas Natkevičius, litewski dyplomata, prawnik, polityk (zm. 1945)
  - Józef Świerczyński, polski pułkownik (zm. 1940)
  - Magda Tagliaferro, brazylijska pianistka (zm. 1986)
- 1894:
  - Jean Debucourt, francuski aktor (zm. 1958)
  - Aleksandr Pawłow, rosyjski kapitan, emigracyjny działacz kombatancki, wydawca, publicysta (zm. 1963)
- 1895:
  - Erik Boheman, szwedzki polityk, dyplomata (zm. 1979)
  - Károly Fogl, węgierski piłkarz, trener (zm. 1969)
- 1896:
  - Volger Andersson, szwedzki biegacz narciarski (zm. 1969)
  - Mary MacLaren, amerykańska aktorka (zm. 1985)
- 1897:
  - Leo Adler, austriacki malarz, grafik (zm. 1987)
  - Károly Kerényi, węgierski mitograf pochodzenia niemieckiego (zm. 1973)
  - Emil Maurice, niemiecki zegarmistrz, funkcjonariusz nazistowski, szef sztabu SA (zm. 1972)
  - Max Tau, niemiecko-norweski pisarz, publicysta, edytor pochodzenia żydowskiego (zm. 1976)
- 1898 – Basil Henry Moody, brytyjski pilot wojskowy, as myśliwski (zm. ?)
- 1899:
  - Anton Slupetzky, austriacki przedsiębiorca, SS-Obersturmführer, zbrodniarz nazistowski (zm. 1987)
  - Michaił Suszkow, rosyjski piłkarz, trener (zm. 1983)
- 1900:
  - Skënder Luarasi, albański pisarz, dziennikarz, działacz narodowy (zm. 1982)
  - Jan Vreede, holenderski żeglarz sportowy (zm. 1989)
  - Leslie White, amerykański antropolog (zm. 1975)
- 1901:
  - Janina Kotarbińska, polska filozof, logik, wykładowczyni akademicka (zm. 1997)
  - Hans Moser, szwajcarski jeździec sportowy (zm. 1974)
- 1902:
  - Ralph Hills, amerykański lekkoatleta, kulomiot, lekarz (zm. 1977)
  - David Olère, francuski malarz, plakacista pochodzenia polsko-żydowskiego (zm. 1985)
  - Georg Ostrogorski, serbski bizantynolog (zm. 1976)
- 1903:
  - Maria Biliżanka, polska aktorka, reżyserka teatralna, autorka sztuk dla dzieci, pedagog (zm. 1988)
  - Stanisław Radkiewicz, polski generał dywizji, polityk, członek PKWN, poseł na Sejm PRL, minister bezpieczeństwa publicznego, zbrodniarz stalinowski (zm. 1987)
- 1904 – Andriej Wołyniec, białoruski działacz komunistyczny, partyzant (zm. 1965)
- 1905:
  - Václav Antoš, czechosłowacki pływak (zm. 1978)
  - Pawieł Ziernow, radziecki inżynier, polityk (zm. 1964)
- 1906:
  - Włodzimierz Gruszczyński, polski architekt (zm. 1973)
  - Lilian Harvey, niemiecka aktorka (zm. 1968)
  - Lanny Ross, amerykański piosenkarz, pianista, autor tekstów piosenek (zm. 1988)
  - Tadeusz Zygler, polski folklorysta, teoretyk tańca (zm. 1964)
- 1907:
  - Hjalmar Bergström, szwedzki biegacz narciarski (zm. 2000)
  - Briggs Cunningham, amerykański przedsiębiorca, kierowca wyścigowy (zm. 2003)
  - Allegro Grandi, włoski kolarz szosowy (zm. 1973)
- 1908 – Lionel Sternberger, amerykański kucharz (zm. 1967)
- 1909:
  - Enrico Donati, włosko-amerykański malarz (zm. 2008)
  - Lawson Ramage, amerykański wiceadmirał (zm. 1990)
- 1910:
  - Henryk Biłka, polski poeta ludowy (zm. 1978)
  - Francis Drew, australijski lekkoatleta, kulomiot (zm. 1968)
  - Nino Ramiszwili, gruzińska tancerka baletowa, choreografka (zm.	2000)
- 1911:
  - Hayden C. Covington, amerykański radca prawny Towarzystwa Strażnica Świadków Jehowy (zm. 1978)
  - Eugeniusz Oksanicz, polski kapitan (zm. 1945)
  - Nicolau Tuma, brazylijski dziennikarz sportowy, polityk (zm. 2006)
- 1912:
  - Cornelia Wilhelmina Maria Baltussen, holenderska siostra Czerwonego Krzyża (zm. 2005)
  - Roman Fidelski, polski inżynier, polityk, minister przemysłu maszynowego (zm. 1988)
  - Leonid Kantorowicz, rosyjski matematyk, ekonomista, laureat Nagrody Banku Szwecji im. Alfreda Nobla w dziedzinie ekonomii pochodzenia żydowskiego (zm. 1986)
  - Jarosław Stećko, ukraiński polityk i działacz nacjonalistyczny (zm. 1986)
- 1913:
  - Hanna Brochocka-Winczewska, polska tancerka, aktorka (zm. 1968)
  - Halina Włodarczyk, polska malarka (zm. 2012)
- 1914:
  - Bertus Caldenhove, holenderski piłkarz (zm. 1983)
  - Bob Gerard, brytyjski kierowca wyścigowy (zm. 1990)
  - Zbigniew Piasecki, polski porucznik, żołnierz AK, cichociemny (zm. 1945)
  - André Polak, belgijski architekt (zm. 1988)
- 1915:
  - Konrad Broszczyk, polski polonista, poeta (zm. 1990)
  - Visvaldis Melderis, łotewski koszykarz (zm. 1944)
- 1916 – Maria Iwanicka, polska inżynier chemik, członkini Ruchu Narodowo-Radykalnego „Falanga”, łączniczka-sanitariuszka, porucznik Konfederacji Narodu (zm. 1943)
- 1917:
  - Leszek Guzicki, polski ekonomista, wykładowca akademicki, polityk, poseł do KRN i na Sejm Ustawodawczy (zm. 1984)
  - Wiley Mayne, amerykański polityk (zm. 2007)
- 1918:
  - Joseph Cordeiro, pakistański duchowny katolicki, arcybiskup Karaczi, kardynał (zm. 1994)
  - Luciano Emmer, włoski reżyser i scenarzysta filmowy (zm. 2009)
  - Inga Fischer-Hjalmars, szwedzka chemik, fizyk, farmaceutka (zm. 2008)
  - Tadeusz Góra, polski szybownik, generał pilot (zm. 2010)
- 1919:
  - Joan Brossa, kataloński prozaik, dramaturg, grafik, rzeźbiarz (zm. 1998)
  - Antoni Brzeżańczyk, polski piłkarz, trener (zm. 1987)
  - Roger Cornforth, australijski wszechstronny sportowiec, działacz sportowy (zm. 1976)
  - Simone Melchior, francuska podróżniczka (zm. 1990)
  - Dharam Singh, indyjski hokeista na trawie (zm. 2001)
- 1920:
  - Aleksander Jackowski, polski etnograf, antropolog kultury, historyk i krytyk sztuki (zm. 2017)
  - Roberto Marcelo Levingston, argentyński generał, polityk, prezydent Argentyny (zm. 2015)
  - Javier Pérez de Cuéllar, peruwiański polityk, dyplomata, premier Peru, sekretarz generalny ONZ (zm. 2020)
- 1921:
  - Patricia Highsmith, amerykańska pisarka (zm. 1995)
  - Miklós Mészöly, węgierski pisarz (zm. 2001)
- 1922:
  - Christo Danow, bułgarski prawnik, adwokat, polityk (zm. 2003)
  - Jerzy Fonkowicz, polski generał brygady (zm. 1997)
  - Ken Hughes, brytyjski reżyser filmowy (zm. 2001)
  - Jerzy Kawalerowicz, polski reżyser i scenarzysta filmowy (zm. 2007)
  - Guy Madison, amerykański aktor (zm. 1996)
  - Miguel Muñoz, hiszpański piłkarz, trener (zm. 1990)
- 1923:
  - Jean Stapleton, amerykańska aktorka (zm. 2013)
  - Markus Wolf, wschodnioniemiecki agent wywiadu, szef Stasi (zm. 2006)
- 1924:
  - Józef Chlebowczyk, polski historyk, wykładowca akademicki (zm. 1985)
  - Nicholas Colasanto, amerykański aktor (zm. 1985)
- 1925:
  - Saribek Czilingarian, radziecki żołnierz (zm. 1996)
  - Stanisław Dybaś, polski polityk, poseł na Sejm PRL (zm. 2008)
  - Zdzisław Wróbel, polski pisarz, dziennikarz (zm. 2007)
- 1926:
  - Ingvar Pettersson, szwedzki lekkoatleta, chodziarz (zm. 1996)
  - Maria Podraza-Kwiatkowska, polska historyk literatury (zm. 2016)
  - Emilia Szczawińska-Osińska, polska siatkarka (zm. 2010)
  - Wang Hai, chiński generał pilot, as myśliwski (zm. 2020)
  - Fritz Weaver, amerykański aktor (zm. 2016)
- 1927:
  - Henryk Jurkowski, polski dramaturg, tłumacz, krytyk, historyk i teoretyk teatru (zm. 2016)
  - Lidia Kozubek, polska pianistka (zm. 2015)
  - Carlos Oviedo Cavada, chilijski duchowny katolicki, arcybiskup metropolita Santiago, kardynał (zm. 1998)
- 1928:
  - Ireneusz Ihnatowicz, polski historyk, archiwista (zm. 2001)
  - Tomisław Karadziordziewić, królewicz Jugosławii, książę koronny w 1934–1945 (zm. 2000)
  - Joan Regan, brytyjska piosenkarka (zm. 2013)
  - John Treloar, australijski lekkoatleta, sprinter (zm. 2012)
  - Hans Georg Wunderlich, niemiecki geolog (zm. 1974)
- 1929:
  - Edmundo Abaya, filipiński duchowny katolicki, arcybiskup Nueva Segovia (zm. 2018)
  - Red Amick, amerykański kierowca wyścigowy (zm. 1995)
  - Jean Douchet, francuski aktor, reżyser, scenarzysta i krytyk filmowy (zm. 2019)
  - Henryk Górski, polski geograf, kartograf (zm. 2008)
  - Antoni Gutiérrez, kataloński lekarz, polityk komunistyczny (zm. 2006)
  - Siergiej Pawłow, radziecki polityk, dyplomata (zm. 1993)
  - Hanna Szczepanowska, polska żołnierz AK, uczestniczka powstania warszawskiego, działaczka kombatancka (zm. 2017)
- 1930:
  - Ray Briem, amerykański prezenter radiowy (zm. 2012)
  - Tippi Hedren, amerykańska aktorka
  - Rinaldo Ruatti, włoski bobsleista (zm. 2020)
- 1931:
  - Ingrid Andree, niemiecka aktorka
  - Carl Brashear, amerykański żołnierz marynarki wojennej, nurek (zm. 2006)
  - Huguette Caland, libańska malarka, rzeźbiarka (zm. 2019)
  - Philip Greaves, barbadoski polityk, p.o. gubernatora generalnego
  - Jerzy Adam Marszałkowicz, polski duchowny katolicki, działacz społeczny (zm. 2019)
  - Ron Packard, amerykański polityk
  - Horace Parlan, amerykański pianista i kompozytor jazzowy (zm. 2017)
- 1932:
  - Stanisław Jaros, polski elektryk, zamachowiec (zm. 1963)
  - Richard Lester, brytyjski reżyser filmowy pochodzenia amerykańskiego
  - Jerzy Lipiński, polski chirurg (zm. 2013)
  - John Nevins, amerykański duchowny katolicki, biskup Venice (zm. 2014)
  - Rena Rolska, polska piosenkarka (zm. 2024)
- 1933:
  - Jan Bisztyga, polski agent wywiadu, dyplomata, urzędnik państwowy
  - George Coyne, amerykański duchowny katolicki, jezuita, astrofizyk (zm. 2020)
  - Angélico Sândalo Bernardino, brazylijski duchowny katolicki, biskup pomocniczy São Paulo, biskup Blumenau (zm. 2025)
- 1934:
  - Ene-Lille Kitsing, estońska koszykarka (zm. 2013)
  - Teresa Krogulec, polska siatkarka (zm. 2024)
  - John Richardson, brytyjski aktor (zm. 2021)
- 1935:
  - Henryk Bielski, polski reżyser filmowy (zm. 2025)
  - François Couchepin, szwajcarski polityk, kanclerz federalny (zm. 2023)
  - Sten Eriksson, szwedzki biathlonista
  - Henryk Rasmus, polski rzeźbiarz (zm. 1991)
- 1936:
  - Moacyr Grechi, brazylijski duchowny katolicki, arcybiskup Porto Velho (zm. 2019)
  - Ron Newman, angielski piłkarz, trener (zm. 2018)
  - Ziaur Rahman, bangijski wojskowy, polityk, prezydent Bangladeszu (zm. 1981)
- 1937:
  - Brygida Bernadotte, szwedzka księżniczka (zm. 2024)
  - Zbigniew Jóźwik, polski przyrodnik, polarnik, grafik, bibliofil
  - Günter Litfin, niemiecka ofiara muru berlińskiego (zm. 1961)
  - Henning Wind, duński żeglarz sportowy
- 1938:
  - Les Dayman, australijski aktor (zm. 2023)
  - Anne Karin Elstad, norweska pisarka (zm. 2012)
  - Manfred Osten, niemiecki prawnik, historyk kultury, eseista, dyplomata
  - Denny Smith, amerykański polityk
- 1939:
  - Phil Everly, amerykański muzyk, wokalista, członek duetu The Everly Brothers (zm. 2014)
  - Stanisław Moskwin, rosyjski kolarz torowy
  - Rudolf Streicher, austriacki inżynier, menedżer, polityk
- 1940:
  - Zbigniew Podlecki, polski żużlowiec (zm. 2009)
  - Bernhard Sinkel, niemiecki reżyser filmowy
- 1941:
  - Tony Anholt, brytyjski aktor (zm. 2002)
  - Peter Ingham, australijski duchowny katolicki, biskup pomocniczy Sydney, biskup Wollongong (zm. 2024)
  - Włodzimierz Kuperberg, polsko-amerykański matematyk, wykładowca akademicki
  - Pat Patterson, kanadyjski wrestler (zm. 2020)
  - Aleksandr Żytinski, rosyjski pisarz, dziennikarz (zm. 2012)
- 1942:
  - Michael Crawford, brytyjski aktor, piosenkarz
  - Mario Giordana, włoski duchowny katolicki, arcybiskup, nuncjusz apostolski
  - Josef Hrdlička, czeski duchowny katolicki, biskup pomocniczy ołomuniecki
  - Paul-Eerik Rummo, estoński poeta, polityk
  - Reiner Schöne, niemiecki aktor, piosenkarz, autor tekstów
- 1943:
  - Janis Joplin, amerykańska piosenkarka, autorka tekstów, aktorka (zm. 1970)
  - Margriet, księżna holenderska
- 1944:
  - Shelley Fabares, amerykańska aktorka
  - Josip Mrzljak, chorwacki duchowny katolicki, biskup Varaždinu
- 1945:
  - Wadim Abdraszytow, rosyjski reżyser filmowy (zm. 2023)
  - Santiago Cortés, salwadorski piłkarz (zm. 2011)
  - Jürgen Haase, niemiecki lekkoatleta, długodystansowiec
  - Dragan Holcer, słoweński piłkarz
  - Franz Keller, niemiecki kombinator norweski, skoczek narciarski
  - Bobby Moncur, szkocki piłkarz, trener
- 1946:
  - Julian Barnes, brytyjski pisarz
  - Kim Henkel, amerykański reżyser, scenarzysta i producent filmowy
  - Giennadij Kuźmin, ukraiński szachista (zm. 2020)
  - Dolly Parton, amerykańska piosenkarka country, kompozytorka, autorka tekstów, multiinstrumentalistka, producentka muzyczna, aktorka, pisarka, działaczka społeczna
  - Mauri Röppänen, fiński biathlonista
- 1947:
  - Leszek Balcerowicz, polski ekonomista, polityk, minister finansów, wicepremier, prezes NBP
  - Elżbieta Barys, polska polityk, poseł na Sejm RP
  - Jordanka Błagoewa, bułgarska lekkoatletka, skoczkini wzwyż
  - Rod Evans, brytyjski wokalista muzyk, kompozytor, członek zespołu Deep Purple
  - Janusz Maksymiuk, polski inżynier rolnik, związkowiec, polityk, poseł na Sejm RP
  - Leonard Andrzej Mróz, polski śpiewak operowy (bas) (zm. 2020)
  - Wojciech Skrzydlewski, polski medioznawca, pedagog, wykładowca akademicki (zm. 2024)
  - Andrzej Szlachta, polski samorządowiec, polityk, prezydent Rzeszowa, poseł na Sejm RP
- 1948:
  - Janusz Bryczkowski, polski przedsiębiorca, polityk nacjonalistyczny
  - Wojciech Iwańczak, polski historyk, mediewista
  - Jerzy Kenar, polski rzeźbiarz
  - Algimantas Matulevičius, litewski ekonomista, polityk (zm. 2024)
  - Adolf Pinter, austriacki piłkarz, trener (zm. 2016)
  - Szvetiszláv Sasics, węgierski pięcioboista nowoczesny (zm. 2025)
- 1949:
  - Romuald Ajchler, polski polityk, poseł na Sejm RP
  - Zbigniew Bagiński, polski kompozytor, pedagog (zm. 2024)
  - Helena Galus, polska polityk, poseł na Sejm PRL
  - Wiesław Horabik, polski dziennikarz, pisarz, tłumacz (zm. 2023)
  - Waldemar Korcz, polski sztangista
  - Anna Krasnowolska, polska iranistka, orientalistka, profesor nauk humanistycznych
  - Tadeusz Myler, polski ekonomista, polityk, poseł na Sejm RP (zm. 2022)
  - Marek Ordyłowski, polski historyk, wykładowca akademicki (zm. 2023)
  - Robert Palmer, brytyjski piosenkarz (zm. 2003)
  - Dennis Taylor, północnoirlandzki snookerzysta, komentator telewizyjny
- 1950:
  - Pier Carlo Padoan, włoski ekonomista, wykładowca akademicki, polityk
  - Gary Titley, brytyjski samorządowiec, polityk
  - Eshetu Tura, etiopski lekkoatleta, długodystansowiec
- 1951:
  - Charalambos Angurakis, grecki polityk (zm. 2014)
  - Ron Behagen, amerykański koszykarz
  - Gonzalo Galván Castillo, meksykański duchowny katolicki, biskup Autlán (zm. 2020)
  - David Patrick Kelly, amerykański aktor
  - Orfeo Pizzoferrato, włoski kolarz szosowy i torowy
  - Henryk Stępniak, polski polityk, działacz związkowy, senator RP (zm. 1999)
  - Gerald Tinker, amerykański lekkoatleta, sprinter
- 1952:
  - Dominic Lieven, brytyjski historyk pochodzenia niemiecko-bałtyckiego
  - Helen Mack Chang, gwatemalska działaczka na rzecz praw człowieka, bizneswoman pochodzenia chińskiego
  - Jeremi Mordasewicz, polski przedsiębiorca, inżynier, działacz gospodarczy
- 1953:
  - Desi Arnaz Jr., amerykański aktor, muzyk
  - Jürgen Gelsdorf, niemiecki piłkarz, trener
  - Cyprian Kizito Lwanga, ugandyjski duchowny katolicki, arcybiskup Kampali (zm. 2021)
- 1954:
  - Józef Eliasz, polski perkusista, aranżer, bandleader
  - Evelyne Gebhardt, niemiecka tłumaczka, polityk, działaczka społeczna
  - Thierry Jonquet, francuski pisarz (zm. 2009)
  - Andrzej Kolikowski, polski przestępca (zm. 1999)
  - Marek Marcińczak, polski hokeista
  - Yumi Matsutōya, japońska piosenkarka, pianistka, kompozytorka, autorka tekstów
  - Wiaczesław Rybakow, rosyjski pisarz science fiction, historyk, sinolog, tłumacz
  - Katey Sagal, amerykańska aktorka, piosenkarka, pisarka pochodzenia żydowskiego
  - Cindy Sherman, amerykańska artystka współczesna
- 1955:
  - Awraham Burg, izraelski polityk
  - Danuta Kowalska, polska aktorka
  - Simon Rattle, brytyjski dyrygent
  - Uwe Reinders, niemiecki piłkarz
  - Erwina Ryś-Ferens, polska łyżwiarka szybka (zm. 2022)
  - Mariusz Wilk, polski dziennikarz, pisarz, podróżnik
  - Jacek Zejdler, polski aktor (zm. 1980)
- 1956:
  - Sergio Cresto, włoski kierowca i pilot rajdowy (zm. 1986)
  - Saulius Pečeliūnas, litewski inżynier, polityk (zm. 2023)
  - Jacek Puchała, polski chirurg (zm. 2011)
  - Waldemar Skrzypczak, polski generał broni, dowódca Wojsk Lądowych RP (zm. 2025)
  - Susan Solomon, amerykańska meteorolog, chemik atmosfery
- 1957:
  - Roger Ashton-Griffiths, brytyjsko-kanadyjski aktor
  - Leszek Bubel, polski złotnik, publicysta, wydawca, polityk, poseł na Sejm RP
  - Nikołaj Łarionow, rosyjski piłkarz
  - Julián Ruiz Martorell, hiszpański duchowny katolicki, biskup Huesca i Jaca
  - Steve Sampson, amerykański piłkarz, trener
- 1958:
  - Zbigniew Adamczyk, polski polityk
  - Michel De Wolf, belgijski piłkarz
  - Christian Drescher, niemiecki kolarz torowy
  - Thomas Kinkade, amerykański malarz (zm. 2012)
  - Allen Steele, amerykański pisarz science fiction
  - Ludwik Synowiec, polski hokeista, inżynier górnik, metalurg (zm. 2022)
  - Bogusława Towalewska, polska nauczycielka, działaczka samorządowa, polityk, poseł na Sejm RP, burmistrz Wałcza
  - Walerij Tretiakow, litewski dziennikarz, wydawca, polityk pochodzenia rosyjskiego
  - Thierry Tusseau, francuski piłkarz
- 1959:
  - Nikołaj Niszczenko, rosyjski żużlowiec (zm. 1993)
  - Jasna Ptujec, chorwacka piłkarka ręczna
  - Hansjörg Sumi, szwajcarski skoczek narciarski
- 1960:
  - Josef Degeorgi, austriacki piłkarz
  - Al Joyner, amerykański lekkoatleta, trójskoczek
  - Krzysztof Rudowski, polski poeta, prozaik, dramaturg
  - Mauro Tassotti, włoski piłkarz, trener
  - José Guadalupe Torres Campos, meksykański duchowny katolicki, biskup Ciudad Juárez
- 1961:
  - Rose Hudson-Wilkin, brytyjska duchowna anglikańska pochodzenia jamajskiego, biskup Dover
  - Paul McCrane, amerykański aktor
  - Park Kyung-hoon, południowokoreański piłkarz
  - William Ragsdale, amerykański aktor
  - Hayri Sezgin, turecki zapaśnik (zm. 2013)
- 1962:
  - Vasja Bajc, słoweński skoczek narciarski, trener
  - Rajko Ostojić, chorwacki lekarz, polityk
  - Jeff Van Gundy, amerykański trener koszykówki
- 1963:
  - Michael Adams, amerykański koszykarz, trener
  - Martin Bashir, brytyjski dziennikarz pochodzenia pakistańskiego
  - John Bercow, brytyjski polityk
  - Murray Chatlain, kanadyjski duchowny katolicki, arcybiskup Keewatin-Le Pas
  - Silvio Martinello, włoski kolarz torowy i szosowy
  - Robert Rozmus, polski aktor, prezenter telewizyjny, konferansjer
- 1964:
  - Janine Antoni, amerykańska artystka współczesna pochodzenia bahamskiego
  - Mustapha Kiddi, marokański piłkarz
  - Ryszard Skrzyniarz, polski teolog, historyk Kościoła, mediewista, wykładowca akademicki
- 1965:
  - Masaki Aizawa, japoński aktor głosowy
  - Andrija Mandić, czarnogórski polityk
  - Andrzej Massel, polski inżynier kolejnictwa, wykładowca akademicki, urzędnik państwowy
  - J.B. Pritzker, amerykański przedsiębiorca, filantrop, miliarder, polityk, gubernator Illinois pochodzenia żydowskiego
  - Juan Carlos Rodríguez, hiszpański piłkarz
  - Igor Rużnikow, rosyjski bokser
  - Gina Stile, amerykańska gitarzystka, członkini zespołów Poison Dollys i Vixen
  - Dirk Wiese, niemiecki bobsleista
- 1966:
  - Floris Jan Bovelander, holenderski hokeista na trawie
  - Guy Delisle, kanadyjski twórca komiksów i animacji
  - Stefan Edberg, szwedzki tenisista
  - Antoine Fuqua, amerykański reżyser filmowy
  - Lena Philipsson, szwedzka piosenkarka, autorka tekstów, prezenterka telewizyjna
  - Aaron Slight, nowozelandzki motocyklista wyścigowy
  - Juan Soler, argentyńsko-meksykański aktor
  - Michael Streiter, austriacki piłkarz, trener
  - Tomasz Strząbała, polski trener piłki ręcznej
- 1967:
  - Javier Cámara, hiszpański aktor
  - Arkadiusz Ławrywianiec, polski artysta fotograf, fotoreporter
  - Mario Enrique Quirós, kostarykański duchowny katolicki, biskup Cartago
  - Michael Schjønberg, duński piłkarz, trener
- 1968:
  - Knut Olav Åmås, norweski pisarz, dziennikarz
  - David Bartlett, australijski polityk
  - Thomas Cholmondeley, kenijski posiadacz ziemski pochodzenia brytyjskiego (zm. 2016)
  - Kevin Churko, kanadyjski muzyk, kompozytor, producent muzyczny, inżynier dźwięku
  - Whitfield Crane, amerykański wokalista, członek zespołów: Ugly Kid Joe, Life of Agony i Medication
  - Swetosław Malinow, bułgarski politolog, pedagog, polityk
  - Artūras Visockas, litewski polityk, mer Szawli
- 1969:
  - Angela Cutrone, kanadyjska łyżwiarka szybka
  - Predrag Mijatović, czarnogórski piłkarz
  - Steve Staunton, irlandzki piłkarz, trener
- 1970:
  - Einar Daníelsson, islandzki piłkarz
  - Joanna Domańska, polska aktorka
  - José Antonio Escuredo, hiszpański kolarz szosowy i torowy
  - Chalid al-Faradż, syryjski zapaśnik
  - Tim Foster, brytyjski wioślarz
  - Steffen Freund, niemiecki piłkarz
  - Paweł Płuska, polski dziennikarz
  - Guido Reil, niemiecki górnik, związkowiec, polityk
  - Quincy Watts, amerykański lekkoatleta, sprinter
- 1971:
  - Piotr Kaźmierczak, polski aktor
  - Rachel Luttrell, kanadyjska aktorka
  - Dominik Pędzich, polski szachista
  - Sven Scheuer, niemiecki piłkarz, bramkarz
  - Ari Michael Taub, kanadyjski zapaśnik
  - Anneke Venema, holenderska wioślarka
  - Shawn Wayans, amerykański aktor, komik, scenarzysta, producent
- 1972:
  - Magdalena Gawin, polska historyk, urzędniczka państwowa
  - Elena Kaliská, słowacka kajakarka górska
  - Drea de Matteo, włosko-amerykańska aktorka
  - Anna Matwiejewa, rosyjska pisarka, dziennikarka
  - Jacek Olter, polski perkusista jazzowy (zm. 2001)
  - Mariusz Pawlak, polski piłkarz
- 1973:
  - Orinta Leiputė, litewska pedagog, działaczka samorządowa, polityk
  - Przemysław Michalczyk, polski siatkarz
  - Grzegorz Miśtal, polski aktor, prezenter telewizyjny
  - Jewgienij Sadowy, rosyjski pływak
- 1974:
  - Dainius Adomaitis, litewski koszykarz
  - Brian Martin, amerykański saneczkarz
  - Natassia Malthe, norweska aktorka, modelka
  - Jaime Moreno, boliwijski piłkarz
  - Zhong Xiu’e, chińska zapaśniczka
- 1975:
  - Aleksandyr Aleksandrow, bułgarski piłkarz
  - Felix Dawood Al Shabi, iracki duchowny chaldejski, biskup Zachu
  - Dorota Baranowska, polska aktorka
  - Natalie Cook, australijska siatkarka plażowa
  - Noah Georgeson, amerykański wokalista, gitarzysta, aranżer, producent muzyczny, członek zespołu The Pleased
  - Somjit Jongjohor, tajski bokser
  - Mariusz Krzemiński, polski aktor
  - Birger Lüssow, niemiecki polityk
  - Atef Mustapha, egipski judoka
  - Paweł Piotrowski, polski piłkarz
- 1976:
  - Ilijana Canowa, bułgarska ekonomistka, finansistka, polityk
  - Maciej Ganczar, polski historyk literatury i kultury, wykładowca akademicki, tłumacz
  - Jean-Michel Ménard, kanadyjski curler
  - Mugahid Ahmed Mohamed, sudański piłkarz
  - Drew Powell, amerykański aktor
  - Christoph Sumann, austriacki biathlonista
  - Rafał Zwolak, polski samorządowiec, prezydent Zamościa
- 1977:
  - Lauren, kameruński piłkarz
  - Nicole, chilijska piosenkarka, autorka tekstów, gitarzystka, prezenterka telewizyjna
  - Nicole Oring, amerykańska aktorka pornograficzna
  - Timo Pärssinen, fiński hokeista
  - Sergiusz Ryczel, polski dziennikarz i komentator sportowy
- 1978:
  - Ołeksandr Darahan, ukraiński zapaśnik
  - Thiago Lacerda, brazylijski aktor
  - Zbigniew Małkowski, polski piłkarz, bramkarz
  - Laura Närhi, fińska wokalistka
  - Michael Prusikin, niemiecki szachista, trener pochodzenia ukraińskiego
  - Bernard Williams, amerykański lekkoatleta, sprinter
  - Mihael Zmajlović, chorwacki samorządowiec, polityk
- 1979:
  - Adriana Ángeles, meksykańska judoczka
  - Swietłana Chorkina, rosyjska gimnastyczka
  - Brian Gionta, amerykański hokeista
  - Sun Yingjie, chińska lekkoatletka, biegaczka długodystansowa
  - Anita Tørring, duńska lekkoatletka, tyczkarka
  - Wiley, brytyjski raper
- 1980:
  - Jenson Button, brytyjski kierowca wyścigowy
  - Anna Incerti, włoska lekkoatletka, biegaczka długodystansowa
  - Kotoko, japońska piosenkarka, kompozytorka, autorka tekstów
  - Luke Macfarlane, kanadyjski aktor
  - Bartłomiej Piotrowski, polski hokeista
  - Ilona Szymerska, polska lekkoatletka, sprinterka
- 1981:
  - Marta Dzido, polska pisarka, reżyserka, dziennikarka
  - Lucho González, argentyński piłkarz
  - Asier del Horno, hiszpański piłkarz narodowości baskijskiej
  - Ross Lupaschuk, kanadyjski hokeista
  - Florent Piétrus, francuski koszykarz
  - Bitsie Tulloch, amerykańska aktorka
  - Yu Hua, chińska wioślarka
- 1982:
  - Pete Buttigieg, amerykański polityk pochodzenia maltańskiego
  - Mike Komisarek, amerykański hokeista pochodzenia polskiego
  - Nathaniel McKinney, bahamski lekkoatleta, sprinter
  - Sylwia Oksiuta-Warmus, polska aktorka
  - Mariusz Przybylski, polski piłkarz
  - Jodie Sweetin, amerykańska aktorka
- 1983:
  - Ismael Blanco, argentyński piłkarz
  - Justyna Kowalczyk, polska biegaczka narciarska
  - Glen Moss, nowozelandzki piłkarz
  - Wioleta Myszor, polska łuczniczka
  - Øystein Pettersen, norweski biegacz narciarski
  - Daouda Sow, francuski bokser pochodzenia senegalskiego
  - Hikaru Utada, japońska piosenkarka
- 1984:
  - Karun Chandhok, indyjski kierowca wyścigowy
  - Celeste Cid, argentyńska aktorka
  - Paweł Domagała, polski aktor, piosenkarz
  - Lil Scrappy, amerykański raper
  - Nicolás Pareja, argentyński piłkarz
  - Merlito Sabillo, filipiński bokser
  - Alona Sawczenko, ukraińsko-niemiecka łyżwiarka figurowa
  - Agnieszka Wesołowska, polska poetka, pedagog
- 1985:
  - Pascal Behrenbruch, niemiecki lekkoatleta, wieloboista
  - Mete Binay, turecki sztangista
  - Damien Chazelle, amerykański reżyser i scenarzysta filmowy pochodzenia francuskiego
  - Anna Mirtha Correa, hiszpańska siatkarka
  - Benny Feilhaber, amerykański piłkarz
  - Jan Hauser, szwajcarski curler
  - Olga Kaniskina, rosyjska lekkoatletka, chodziarka
  - Horia Tecău, rumuński tenisista
  - Vojko V, chorwacki raper
- 1986:
  - José Manuel Contreras, gwatemalski piłkarz
  - Anastasija Kożenkowa, ukraińska wioślarka
  - Claudio Marchisio, włoski piłkarz
  - Moussa Sow, senegalski piłkarz
- 1987:
  - Saxob Joʻrayev, uzbecki piłkarz
  - Edgar Manuczarian, ormiański piłkarz
  - Ricardo Pedriel, boliwijski piłkarz
  - Artur Sarkisow, ormiański piłkarz
- 1988:
  - Tyler Breeze, kanadyjski wrestler
  - Aleksandrs Cauņa, łotewski piłkarz
  - Lucía Gaido, argentyńska siatkarka
  - Gergő Kis, węgierski pływak
  - JaVale McGee, amerykański koszykarz
  - Aleksiej Worobjow, rosyjski aktor, kaskader, wokalista
- 1989:
  - Chen Ezra, izraelski piłkarz
  - He Wenna, chińska gimnastyczka
- 1990:
  - Rami Bedoui, tunezyjski piłkarz
  - Tatiana Búa, argentyńska tenisistka
  - Jakub Kot, polski skoczek narciarski
  - Piotr Pamuła, polski koszykarz
  - Kyle Porter, kanadyjski piłkarz
- 1991:
  - Thomas Davis, amerykański koszykarz
  - Corinna Harrer, niemiecka lekkoatleta, biegaczka średnio- i długodystansowa
  - Petra Martić, chorwacka tenisistka
  - Robert Sobera, polski lekkoatleta, tyczkarz
- 1992:
  - Saad Abdul-Amir, iracki piłkarz
  - Shawn Johnson, amerykańska gimnastyczka
  - Logan Lerman, amerykański aktor
  - Mac Miller, amerykański raper, autor tekstów, producent muzyczny (zm. 2018)
- 1993:
  - Bence Biczó, węgierski pływak
  - Zyon Cavalera, amerykański perkusista pochodzenia brazylijskiego, członek zespołu Soulfly
  - Erick Torres, meksykański piłkarz
- 1994:
  - Matthias Ginter, niemiecki piłkarz
  - Amadou Moutari, nigerski piłkarz
  - Semra Özer, turecka siatkarka
- 1995:
  - Iris, belgijska piosenkarka
  - Janee' Kassanavoid, amerykańska lekkoatletka, młociarka
  - Zuzanna Maciejewska, polska tenisistka
  - Brandon Walters, amerykański koszykarz
  - Joanna Wołoszyk, polska piłkarka ręczna
- 1996:
  - Diego García, hiszpański lekkoatleta, chodziarz
  - Marcel Hartel, niemiecki piłkarz
  - Jakub Jankto, czeski piłkarz
  - Qazim Laçi, albański piłkarz
  - Sam Welsford, australijski kolarz torowy i szosowy
- 1997:
  - Edin Atić, bośniacki koszykarz
  - Florian Ayé, francuski piłkarz
  - Noelle Mbouma, kongijska zapaśniczka
  - Dominika Sztandera, polska pływaczka
- 1999:
  - Kim Si-eun, południowokoreańska aktorka
  - Donyell Malen, holenderski piłkarz
  - Matilde Lundorf Skovsen, duńska piłkarka
- 2000 – Juan Miranda, hiszpański piłkarz
- 2001:
  - Kai Jones, bahamski koszykarz
  - Lachlan McNeil, kanadyjski zapaśnik
- 2002:
  - Walentin Andreew, bułgarski lekkoatleta, młociarz
  - Reinier Jesus Carvalho, brazylijski piłkarz
  - Edmond Nazarjan, bułgarski zapaśnik pochodzenia ormiańskiego
  - Daniel Ziółkowski, polski koszykarz
- 2003:
  - Felix Afena-Gyan, ghański piłkarz
  - Ilaix Moriba, gwinejski piłkarz
  - Maksim Paskotši, estoński piłkarz
- 2004:
  - Mohamed Ali-Cho, francuski piłkarz pochodzenia iworyjsko-marokańskiego
  - Dino Beganovic, szwedzki kierowca wyścigowy pochodzenia bośniackiego
  - Arina Fiedorowcewa, rosyjska siatkarka
  - Facundo Machado, urugwajski piłkarz, bramkarz
  - Igor Strzałek, polski piłkarz
- 2005 – Bianca Bustamante, filipińska kierowczyni wyścigowa

## Zmarli
- 520 – Jan II Kapadocki, patriarcha Konstantynopola (ur. ?)
- 639 – Dagobert I, król Franków (ur. ok. 603)
- 914 – Garcia I, król Leónu (ur. ok. 871)
- 1095 – Wulstan, anglosaski benedyktyn, biskup, święty (ur. ok. 1012)
- 1142 – Radost, polski duchowny katolicki, biskup krakowski (ur. ?)
- 1305 – Ruggiero di Lauria, sycylijski admirał w służbie aragońskiej (ur. 1250)
- 1445 – Antonio Correr, włoski kardynał (ur. 1369)
- 1452 – Piotr z Chrząstowa, polski duchowny katolicki, biskup przemyski, senator (ur. ok. 1389)
- 1464 – Jan IV Paleolog, markiz Montferratu (ur. 1413)
- 1491 – Dorota, księżniczka brandenburska, księżna meklemburska (ur. 1420)
- 1526 – Izabela Habsburg, królowa duńska, norweska i szwedzka (ur. 1501)
- 1547 – Henry Howard, angielski arystokrata, poeta (ur. 1517)
- 1565 – Diego Laynez, hiszpański jezuita, teolog, generał zakonu (ur. 1512)
- 1571 – Paris Bordone, włoski malarz (ur. 1500)
- 1576 – Hans Sachs, niemiecki poeta, meistersinger, dramaturg (ur. 1494)
- 1599 – Maria Grimaldi, dama Monako (ur. ?)
- 1608 – Bernard Maciejowski, polski duchowny katolicki, biskup łucki i krakowski, arcybiskup gnieźnieński i prymas Polski (ur. 1548)
- 1613 – Giovanni Andrea Caligari, włoski duchowny katolicki, biskup, nuncjusz apostolski (ur. 1527)
- 1629 – Abbas I Wielki, szach Persji (ur. 1571)
- 1630 – Eustachy Wołłowicz, polski duchowny katolicki, biskup wileński (ur. 1572)
- 1645 – Pedro Orrente, hiszpański malarz (ur. 1580)
- 1652 – Vilém Slavata z Chlumu, czeski arystokrata (ur. 1572)
- 1656:
  - Godfrey Goodman, angielski duchowny anglikański, biskup Gloucester (ur. 1582/83)
  - Kazimierz Leon Sapieha, podkanclerzy litewski, marszałek nadworny litewski, pisarz wielki litewski, sekretarz królewski (ur. 1609)
- 1669 – Leo Allatius, grecki teolog greckokatolicki, uczony, bibliotekarz (ur. ok. 1586)
- 1720 – Eleonora Magdalena von Pfalz-Neuburg, cesarzowa rzymsko-niemiecka, królowa czeska i węgierska (ur. 1655)
- 1726 – Giovanni Battista Tolomei, włoski kardynał (ur. 1653)
- 1729:
  - William Congrave, angielski dramaturg, poeta (ur. 1670)
  - Lorenzo Cozza, włoski kardynał, generał franciszkanów (ur. 1654)
- 1748 – Ernest August I, książę Saksonii-Weimaru i Saksonii-Eisenach (ur. 1688)
- 1755 – Jean-Pierre Christin, francuski fizyk, astronom, muzyk (ur. 1683)
- 1763 – Antoni Józef Żółkowski, polski duchowny katolicki, biskup pomocniczy wileński (ur. 1686)
- 1765 – Johan Joachim Agrell, szwedzki kompozytor (ur. 1701)
- 1785 – Zaharije Orfelin, serbski działacz kulturalny, poeta, historyk, rytownik, kaligraf, tłumacz, autor utworów teologicznych i dydaktycznych (ur. 1726)
- 1804 – Pál Kray, węgierski arystokrata, wojskowy (ur. 1735)
- 1810 – Jan Ferdynand Nax, polski architekt, publicysta, ekonomista (ur. 1736)
- 1814 – Ludwig zu Dohna-Schlobitten, pruski oficer, arystokrata (ur. 1776)
- 1818 – Carlo Crivelli, włoski kardynał, nuncjusz apostolski (ur. 1736)
- 1820 – Charles-Louis Clérisseau, francuski architekt, malarz (ur. 1721)
- 1821:
  - Aleksander Suțu, hospodar Wołoszczyzny (ur. 1758)
  - Thomas Willing, amerykański finansista, polityk (ur. 1731)
- 1822 – William Hindman, amerykański prawnik, polityk (ur. 1743)
- 1831 – Cesare Sterbini, włoski librecista (ur. 1883)
- 1833 – Ferdinand Hérold, francuski kompozytor (ur. 1791)
- 1839:
  - Ludwik, landgraf Hesji-Homburg, pruski generał (ur. 1770)
  - Georg Abraham Schneider, niemiecki kompozytor, waltornista, oboista (ur. 1770)
- 1845 – William Eliot, brytyjski arystokrata, polityk, dyplomata (ur. 1767)
- 1855 – Jean-Baptiste Paulin Guérin, francuski malarz (ur. 1783)
- 1862 – Felix Zollicoffer, amerykański dziennikarz, gazeciarz, polityk, konfederacki generał brygady (ur. 1812)
- 1864 – Juliette Colbert, francuska filantropka, Służebnica Boża (ur. 1785)
- 1865 – Pierre-Joseph Proudhon, francuski polityk, ekonomista, socjolog, dziennikarz (ur. 1809)
- 1868 – Józef Twarowski, polski duchowny katolicki, biskup pomocniczy janowski (ur. ok. 1797)
- 1871:
  - William Denison, brytyjski wojskowy, inżynier, administrator kolonialny (ur. 1804)
  - Charles Gumery, francuski rzeźbiarz (ur. 1827)
  - Henri Regnault, francuski malarz (ur. 1843)
  - François de Rochebrune, francuski wojskowy, organizator oddziału żuawów śmierci w powstaniu styczniowym (ur. 1830)
- 1874 – August Heinrich Hoffmann von Fallersleben, niemiecki poeta, autor słów do hymnu Niemiec (ur. 1798)
- 1881:
  - Herkules Dembowski, włoski astronom pochodzenia polskiego (ur. 1812)
  - Auguste Mariette, francuski historyk, archeolog, egiptolog, muzealnik (ur. 1821)
  - Eugène Verboeckhoven, belgijski malarz, rzeźbiarz, grawer, pedagog (ur. 1798)
- 1890 – Jerzy Albert, Schwarzburg-Rudolstadt (ur. 1838)
- 1891 – Lockroy, francuski aktor, dramaturg (ur. 1803)
- 1898 – Juliusz Gensz, polski lekarz (ur. 1839)
- 1901 – Albert Victor de Broglie, francuski książę, historyk, polityk, premier Francji (ur. 1821)
- 1905:
  - Wacław Pawliszak, polski malarz, rysownik, ilustrator (ur. 1866)
  - Devendranath Tagore, indyjski filozof, mistyk, publicysta, reformator hinduizmu (ur. 1817 lub 18)
- 1906 – Bartolomé Mitre, argentyński wojskowy, pisarz, polityk, prezydent Argentyny (ur. 1821)
- 1907:
  - Giuseppe Saracco, włoski polityk, finansista, prawnik, polityk. premier Włoch (ur. 1821)
  - Jan Wjela-Radyserb, górnołużycki pisarz (ur. 1822)
- 1908 – Józef Marian Kownacki, polski weteran powstania listopadowego, emigrant (ur. 1806)
- 1910:
  - Andrea Costa, włoski anarchista, socjalista, polityk (ur. 1851)
  - Otakar Hostinský, czeski muzykolog, estetyk, kompozytor, wykładowca akademicki (ur. 1847)
  - August Meitzen, niemiecki ekonomista, statystyk, historyk, wykładowca akademicki (ur. 1822)
- 1912 – Alessandro Bavona, włoski duchowny katolicki, arcybiskup, dyplomata papieski (ur. 1856)
- 1914 – Georges Picquart, francuski generał brygady, polityk, minister wojny (ur. 1854)
- 1915 – Stanisław Strzelecki, polski działacz niepodległościowy, żołnierz Legionów Polskich (ur. 1885)
- 1919:
  - Władysław Figielski, polski działacz socjalistyczny i komunistyczny, przewodniczący Rady Komisarzy Ludowych Turkiestańskiej ASRR (ur. 1889)
  - Sándor Wagner, węgierski malarz (ur. 1838)
  - Wsiewołod Wotincew, rosyjski rewolucjonista, działacz komunistyczny (ur. 1892)
- 1922 – Károly Lechner, węgierski psychiatra (ur. 1850)
- 1925:
  - Nikodem Kowalski, polski duchowny katolicki, działacz patriotyczny (ur. 1841)
  - Maria Zofia, bawarska księżniczka, królowa Obojga Sycylii (ur. 1841)
- 1926 – Kazimierz Marowski, polski prawnik, karnista, sędzia, prokurator (ur. 1871)
- 1927:
  - Carl Gräbe, niemiecki chemik, wykładowca akademicki (ur. 1841)
  - Maria Charlotta Koburg, księżniczka belgijska, cesarzowa Meksyku (ur. 1840)
- 1932 – Irma Duczyńska, polska malarka (ur. 1869)
- 1935 – Wissarion Łominadze, radziecki i gruziński polityk (ur. 1897)
- 1936 – Leon Świeżawski, polski lekarz, działacz społeczny, pisarz (ur. 1870)
- 1938 – Bohuslav Križka, słowacki inżynier górniczy, wynalazca (ur. 1863)
- 1939:
  - Mychajło Draj-Chmara, ukraiński poeta, literaturoznawca, tłumacz (ur. 1889)
  - Michaił Ryżow, radziecki wojskowy, polityk (ur. 1889)
  - Hans Sylvester, austriacki polityk (ur. 1897)
- 1940:
  - Ignacy Chrzanowski, polski historyk literatury, wykładowca akademicki (ur. 1866)
  - Antonie de Gee, holenderski strzelec sportowy (ur. 1872)
- 1941:
  - Władysław Głuchowski, polski dziennikarz, anarchosyndykalista, nauczyciel (ur. 1911)
  - Antoni Gryzina-Lasek, polski major, lekarz, balneolog, chemik, urzędnik (ur. 1892)
  - Franciszek Kałuża, polski duchowny katolicki, męczennik, Sługa Boży (ur. 1877)
- 1942:
  - Timur Frunze, radziecki pilot wojskowy (ur. 1923)
  - Henryk Kawecki, polski prawnik, polityk, senator RP (ur. 1886)
- 1943 – Kazimierz Białaszewicz, polski biolog, wykładowca akademicki (ur. 1882)
- 1945:
  - Petar Bojović, serbski marszałek polny (ur. 1858)
  - Franciszek Unrug, polski ziemianin, porucznik ZWZ/AK (ur. 1887)
  - Walenty Winid, polski geograf, wykładowca akademicki (ur. 1894)
- 1948:
  - Frederick Phillips, walijski hokeista na trawie (ur. 1884)
  - Jozef Škultéty, słowacki krytyk literacki, historyk, językoznawca, publicysta, tłumacz (ur. 1853)
  - Konstanty Zakrzewski, polski fizyk, wykładowca akademicki (ur. 1876)
  - Antoni Zdanowski, polski działacz związkowy, socjalistyczny i niepodległościowy (ur. 1895)
- 1949:
  - Adolf Albrecht Friedländer, austriacki neurolog, psychiatra pochodzenia żydowskiego (ur. 1870)
  - Walter Piller, niemiecki funkcjonariusz i zbrodniarz nazistowski (ur. 1902)
  - Aleksandr Sierafimowicz, rosyjski pisarz (ur. 1863)
- 1950 – William Dobbie, brytyjski polityk (ur. 1878)
- 1952:
  - Walter von Boltenstern, niemiecki generał (ur. 1889)
  - Jerzy Borejsza, polski publicysta, działacz komunistyczny, wydawca pochodzenia żydowskiego (ur. 1905)
  - Jerzy Güttler, polski muzealnik, konserwator zabytków (ur. 1904)
  - Maksymilian Eugeniusz Habsburg, arcyksiążę austriacki (ur. 1895)
  - Sunao Tawara, japoński patolog, wykładowca akademicki (ur. 1873)
- 1954 – Theodor Kaluza, niemiecki matematyk, fizyk (ur. 1885)
- 1956:
  - Nikołaj Panin, rosyjski łyżwiarz figurowy, trener (ur. 1872)
  - Stanisław Ziemecki, polski fizyk (ur. 1881)
- 1957 – János Szabó, węgierski kierowca, uczestnik powstania węgierskiego (ur. 1897)
- 1959 – Richard Kirman, amerykański polityk (ur. 1877)
- 1960:
  - William Coales, brytyjski lekkoatleta, długodystansowiec (ur. 1886)
  - Kazimierz Szarski, polski zoolog (ur. 1904)
- 1962:
  - Otto Fiński, polski działacz sportowy, naukowiec i oficer (ur. 1898)
  - Snub Pollard, australijski aktor (ur. 1889)
- 1964:
  - Firmin Lambot, belgijski kolarz szosowy (ur. 1889)
  - Friedrich Karl Arnold Schwassmann, niemiecki astronom (ur. 1870)
- 1969 – Jan Palach, czeski student (ur. 1948)
- 1970:
  - Hal March, amerykański aktor, komik (ur. 1920)
  - Franciszek Pajączkowski, polski filozof, historyk teatru, bibliotekarz (ur. 1905)
- 1972:
  - Muhammad Dawud al-Abbasi, jordański generał brygady, polityk, premier Jordanii (ur. 1913)
  - Witold Krzyżanowski, polski prawnik, ekonomista, wykładowca akademicki, polityk (ur. 1897)
  - Feliks Niedbalski, polski inżynier górnik, dyplomata (ur. 1920)
- 1973:
  - Max Adrian, brytyjski aktor (ur. 1903)
  - Mårten Stenberger, szwedzki architekt (ur. 1898)
- 1974:
  - Wiktor Biegański, polski aktor, reżyser filmowy (ur. 1892)
  - Franz Nabl, austriacki pisarz (ur. 1883)
- 1975:
  - Edward Józefowicz, polski chemik (ur. 1900)
  - Kazimierz Wyka, polski krytyk i historyk literatury (ur. 1910)
- 1977:
  - Włodzimierz Gołębiewski, polski dziennikarz i działacz sportowy (ur. 1915)
  - Janusz Zawadzki, polski hokeista (ur. 1931)
- 1979 – Włodzimierz Puchalski, polski podróżnik, fotograf, reżyser filmów przyrodniczych (ur. 1909)
- 1980:
  - Piero Ciampi, włoski piosenkarz, kompozytor, autor tekstów (ur. 1934)
  - William O. Douglas, amerykański prawnik, sędzia Sądu Najwyższego (ur. 1898)
- 1981:
  - Łarysa Rudenko, ukraińska śpiewaczka operowa (mezzosopran), pedagog (ur. 1918)
  - Alberto Héber Usher, urugwajski polityk, prezydent Urugwaju (ur. 1918)
  - Francesca Woodman, amerykańska fotografka (ur. 1958)
- 1982:
  - Siemion Cwigun, radziecki funkcjonariusz służb specjalnych (ur. 1917)
  - Leopold Trepper, radziecki agent wywiadu wojskowego pochodzenia polsko-żydowskiego (ur. 1904)
- 1983:
  - Melvin Clodfelter, amerykański zapaśnik (ur. 1904)
  - Kazimierz Sporny, polski pedagog, działacz społeczny (ur. 1911)
- 1984 – Wolfgang Staudte, niemiecki reżyser filmowy (ur. 1906)
- 1985:
  - Jadwiga Rutkiewicz-Mikulska, polska kostiumolog, scenograf (ur. 1938)
  - Leonard Turkowski, polski nauczyciel, dziennikarz, poeta, prozaik (ur. 1914)
  - Tadeusz Wawrzynowicz, polski skrzypek, pedagog, działacz muzyczny (ur. 1905)
- 1986 – Adam Włodek, polski poeta, krytyk literacki, tłumacz (ur. 1922)
- 1989 – Zbigniew Resich, polski prawnik (ur. 1915)
- 1991:
  - Fiorenzo Marini, włoski szpadzista (ur. 1914)
  - John Russell, amerykański aktor (ur. 1921)
  - Jełubaj Tajbekow, kazachski i radziecki polityk (ur. 1901)
- 1992:
  - Wiktor Ostrowski, polski podróżnik, fotografik, taternik, alpinista, pisarz (ur. 1905)
  - Richard Schatzki, niemiecko-amerykański radiolog (ur. 1901)
- 1993:
  - Zygmunt Olesiewicz, polski koszykarz, działacz i trener koszykarski (ur. 1929)
  - Mieczysław Szumiec, polski piłkarz, bramkarz (ur. 1907)
- 1994 – Jozef Vliers, belgijski piłkarz, trener (ur. 1932)
- 1995 – Hermann Henselmann, niemiecki architekt (ur. 1905)
- 1996:
  - Don Simpson, amerykański producent filmowy (ur. 1943)
  - Kazimierz Wojtowicz, polski podporucznik AK (ur. 1913)
- 1997:
  - James Dickey, amerykański poeta, prozaik (ur. 1923)
  - Helena Merenholc, polska psycholog dziecięca, pedagog, reżyserka radiowa pochodzenia żydowskiego (ur. 1907)
- 1998:
  - Tomáš Jungwirth, czechosłowacki lekkoatleta, średniodystansowiec (ur. 1942)
  - Carl Perkins, amerykański gitarzysta, wokalista, autor piosenek (ur. 1932)
  - Aleksy Siemionow, polski pedagog, krajoznawca, publicysta, działacz turystyczny (ur. 1913)
- 1999 – Mario Gentili, włoski kolarz torowy i przełajowy (ur. 1913)
- 2000:
  - Bettino Craxi, włoski polityk, premier Włoch (ur. 1934)
  - Anselmo Fernandes, portugalski trener piłkarski (ur. 1918)
  - Hedy Lamarr, amerykańska aktorka, wynalazczyni (ur. 1914)
- 2001:
  - Harry Oster, amerykański folklorysta (ur. 1923)
  - Franciszek Sławski, polski językoznawca, slawista (ur. 1916)
- 2002 – Vavá, brazylijski piłkarz (ur. 1934)
- 2003:
  - Edward Chromy, polski pułkownik pilot, polityk, poseł na Sejm RP (ur. 1922)
  - Giacinto Faccio, włoski franciszkanin, Kustosz Ziemi Świętej (ur. 1912)
  - Françoise Giroud, francuska scenarzystka, pisarka, polityk (ur. 1916)
- 2004:
  - Zygmunt Hobot, polski aktor (ur. 1930)
  - Miroslav Pavlović, jugosłowiański piłkarz (ur. 1942)
- 2005:
  - Rinat Mardanszyn, rosyjski żużlowiec (ur. 1963)
  - Anita Kulcsár, węgierska piłkarka ręczna (ur. 1976)
  - Yang Chun, chińska działaczka państwowa (ur. 1917)
- 2006:
  - Anthony Franciosa, amerykański aktor (ur. 1928)
  - Antoni Stanisław Kleczkowski, polski geolog (ur. 1922)
  - Wilson Pickett, amerykański wokalista soulowy (ur. 1941)
- 2007:
  - Bam Bam Bigelow, amerykański wrestler (ur. 1961)
  - Hrant Dink, turecki dziennikarz, publicysta (ur. 1954)
  - Denny Doherty, amerykański wokalista, członek zespołu The Mamas & the Papas (ur. 1940)
- 2008:
  - Suzanne Pleshette, amerykańska aktorka (ur. 1937)
  - Trevor Taylor, brytyjski wokalista, członek zespołu Bad Boys Blue (ur. 1958)
- 2009:
  - Anastasija Baburowa, rosyjska dziennikarka (ur. 1983)
  - Stanisław Markiełow, rosyjski adwokat, dziennikarz, obrońca praw człowieka (ur. 1974)
  - Robert Pazik, polski przestępca (ur. 1969)
  - José Torres, portorykański bokser (ur. 1936)
- 2010:
  - Panajot Pano, albański piłkarz (ur. 1939)
  - Abraham Suckewer, polski prozaik, poeta pochodzenia żydowskiego (ur. 1913)
- 2012:
  - Sarah Burke, kanadyjska narciarka dowolna (ur. 1982)
  - Giovanni De Andrea, włoski duchowny katolicki, arcybiskup, nuncjusz apostolski (ur. 1928)
- 2013:
  - Juryj Humianiuk, białoruski poeta, prozaik, dziennikarz (ur. 1969)
  - Stan Musial, amerykański baseballista pochodzenia polskiego (ur. 1920)
  - Andrée Putman, francuska projektantka, architektka wnętrz (ur. 1925)
  - Marcel Sisniega Campbell, meksykański szachista (ur. 1959)
  - Earl Weaver, amerykański baseballista (ur. 1930)
- 2014:
  - Józef Marceli Dołęga, polski duchowny katolicki, filozof (ur. 1940)
  - Michał Joachimowski, polski lekkoatleta, trójskoczek, polityk (ur. 1950)
  - Christoph Mangold, szwajcarski pisarz (ur. 1939)
  - Bert Williams, angielski piłkarz (ur. 1920)
- 2015:
  - Józef Hołard, polski malarz, grafik, plakacista (ur. 1957)
  - José María Hernández González, meksykański duchowny katolicki, biskup Netzahualcóyotl (ur. 1927)
  - Władimir Kiesariew, rosyjski piłkarz (ur. 1930)
  - Anne Kirkbride, brytyjska aktorka (ur. 1954)
  - Robert Manzon, francuski kierowca wyścigowy (ur. 1917)
- 2016:
  - Yasutarō Koide, japoński superstulatek (ur. 1903)
  - Ettore Scola, włoski reżyser i scenarzysta filmowy (ur. 1931)
- 2017:
  - Loalwa Braz, brazylijska piosenkarka (ur. 1953)
  - Miguel Ferrer, amerykański aktor (ur. 1955)
  - Rafał Wójcikowski, polski ekonomista, polityk, poseł na Sejm RP (ur. 1973)
  - Teori Zavascki, brazylijski sędzia, minister Sądu Najwyższego (ur. 1948)
- 2018:
  - Anna Campori, włoska aktorka (ur. 1917)
  - Maurice Couture, kanadyjski duchowny katolicki, biskup Baie-Comeau, arcybiskup Quebecu (ur. 1926)
  - Dorothy Malone, amerykańska aktorka (ur. 1925)
  - Célio de Oliveira Goulart, brazylijski duchowny katolicki, biskup Leopoldina, Cachoeiro de Itapemirim i São João del Rei (ur. 1944)
  - Fredo Santana, amerykański raper (ur. 1990)
- 2019:
  - Gert Frank, duński kolarz szosowy i torowy (ur. 1956)
  - Muriel Pavlow, brytyjska aktorka (ur. 1921)
- 2020:
  - Kazım Ayvaz, turecki zapaśnik (ur. 1938)
  - Jarosław Furgała, polski rzeźbiarz (ur. 1919)
  - Grzegorz Jędrejek, polski prawnik, sędzia Trybunału Konstytucyjnego (ur. 1973)
  - Stanisław Lorenc, polski geolog (ur. 1943)
  - Błagowest Sendow, bułgarski matematyk, polityk (ur. 1932)
- 2021:
  - José Alves, brazylijski piłkarz (ur. 1939)
  - Augustín Bačinský, słowacki duchowny starokatolicki, arcybiskup, patriarcha i przewodniczący Światowej Rady Narodowych Kościołów Katolickich (ur. 1940)
  - William Fey, amerykański duchowny katolicki, biskup Kimbe (ur. 1942)
  - Louis Giani, amerykański zapaśnik (ur. 1934)
  - Cesare Maestri, włoski alpinista, pisarz (ur. 1929)
  - Gustavo Peña, meksykański piłkarz (ur. 1941)
  - Giovanni Zucchi, włoski wioślarz (ur. 1931)
- 2022:
  - Hans-Jürgen Dörner, niemiecki piłkarz, trener (ur. 1951)
  - Nils Arne Eggen, norweski piłkarz, trener (ur. 1941)
  - Elmar Fischer, austriacki duchowny katolicki, biskup Feldkirch (ur. 1936)
  - Antonina Girycz, polska aktorka (ur. 1939)
  - Stanisław Grędziński, polski lekkoatleta, sprinter (ur. 1945)
  - Hardy Krüger, niemiecki aktor (ur. 1928)
  - Zygmunt Królak, polski artysta, poeta (ur. 1952)
  - Anatolij Małafiejeu, białoruski polityk (ur. 1933)
  - Jadwiga Szymak-Reiferowa, polska historyk literatury rosyjskiej, translatolog, tłumacz (ur. 1931)
  - Gaspard Ulliel, francuski aktor (ur. 1984)
- 2023:
  - Anna Kowalewska, polska wirusolog, wykładowczyni akademicka (ur. 1962)
  - Norbert Sattler, austriacki kajakarz górski (ur. 1951)
  - Kristina Taberyová, czeska reżyserka teatralna (ur. 1951)
- 2024:
  - Mario Dorsonville, kolumbijski duchowny katolicki, biskup pomocniczy Waszyngtonu, biskup Houmy-Thibodaux (ur. 1960)
  - Lance Larson, amerykański pływak (ur. 1940)
  - Ewa Podleś, polska śpiewaczka operowa (kontralt) (ur. 1952)
  - Zbigniew Sprycha, polski malarz, pedagog (ur. 1959)
  - Piotr Węgleński, polski biolog, genetyk, profesor nauk biologicznych (ur. 1939)
  - Klaus Wunder, niemiecki piłkarz (ur. 1950)